# クリストフ・ライトゲープ
クリストフ・ライトゲープ（Christoph Leitgeb、1985年4月14日 - ）はオーストリア出身の元同国代表サッカー選手。現役時代のポジションはミッドフィールダー。

## 経歴
オーストリア・ブンデスリーガに属するSKシュトゥルム・グラーツの育成部門、サテライトチームを経由して、トップチームに昇格。20歳でオーストリア・ブンデスリーガでのデビューを果たす。オーストリア・ブンデスリーガで2シーズンに渡りコンスタントに良いパフォーマンスを見せる。
2007年の夏、同リーグの強豪FCレッドブル・ザルツブルクが移籍金3億円（推定）を支払い、ライトゲープを獲得。UEFAチャンピオンズリーグ最終予選やUEFAカップ、UEFAヨーロッパリーグ本大会などにも出場している。
トップ下、左右の中盤、ボランチでプレーが出来るポリヴァレントなミッドフィルダー。

## タイトル

### クラブ
FCレッドブル・ザルツブルク
- オーストリア・ブンデスリーガ 優勝 （9回）： 2008-09, 2009-10, 2011-12, 2013-14, 2014-15, 2015-16, 2016-17, 2017-18, 2018-19
- オーストリア・カップ 優勝 （6回）： 2011-12, 2013-14, 2014-15, 2015-16, 2016-17, 2018-19